# Marion County, Oregon
Marion County är ett administrativt område i delstaten Oregon, USA, med 315 335 invånare. Den administrativa huvudorten (county seat) är Salem.

## Geografi
Enligt United States Census Bureau har countyt en total area på 3 093 km². 3 067 km² av den arean är land och 26 km² är vatten.

### Angränsande countyn
- Linn County, Oregon - syd
- Polk County, Oregon - väst
- Yamhill County, Oregon - nordväst
- Clackamas County, Oregon - nord
- Wasco County, Oregon - nordöst
- Jefferson County, Oregon - öst